# St Goran
St Goran est une paroisse civile des Cornouailles, en Angleterre.